# Krzysztof Kościelniak
Krzysztof Tadeusz Kościelniak (ur. 7 sierpnia 1965 w Rabce) – polski duchowny rzymskokatolicki, profesor doktor habilitowany, profesor historii (historia Orientu, studia azjatyckie, islamistyka, historia religii, historia kościołów orientalnych). Profesor zwyczajny Uniwersytetu Jagiellońskiego (Wydział Studiów Międzynarodowych i Politycznych),  w latach 1994-2021 pracownik Uniwersytetu Papieskiego Jana Pawła II w Krakowie (Wydział Teologiczny, Wydział Historii i Dziedzictwa Kulturowego, Nauk Społecznych), Wyższego Seminarium Duchownego Zakonu Paulinów w Krakowie.

## Wykształcenie i staże naukowe
Wykształcenie podstawowe – Raba Niżna. Absolwent Technikum Leśnego w Starym Sączu (1985), alumn Wyższego Seminarium Duchownego Archidiecezji Krakowskiej (1985–1991) i student Papieskiej Akademii Teologicznej w Krakowie (magisterium 1991, licencjat kościelny (w pragmatyce kościelnej stopień wyższy od magisterium) 1992. Dalsze studia: w Instytucie Filologii Orientalnej UJ (1995–1996), Ruprecht Karls Universität Heidelberg – Niemcy Institut für Sprachen und Kulturen des Vorderen Orients (1996–1997), Pontificio Istituto di Studi Arabi e d’Islamistica: Arabic Study Centre Cairo – Egipt (1997–1998); Franciscan Center of Christian Oriental Studies, Cairo – Egipt (1997–1998). Doktorat z zakresu religiologii 1999: WT, PAT. Habilitacja z nauk humanistycznych z zakresu historii Orientu 2001: Wydział Historii i Dziedzictwa Kulturowego, UPJPII. Pobyt naukowy w Syrii (2002–2003: Arabic Teaching for Non-Arabic Speakers – Ministry of Eduction SAR – Damascus oraz Institut Français d'Etudes Arabes de Damas). Przewód profesorski 2004/2005: Wydział Historii, Uniwersytet Jagielloński. Wiele krótszych lub dłuższych pobytów badawczych, m.in. w Syrii (kilkanaście razy 2004–2011), w Rzymie (styczeń-luty 2000), Polinezji Francuskiej (sierpień-wrzesień 2001), Londynie (2005/2006), Nowej Zelandii (styczeń-wrzesień 2008: Auckland, Christchurch). Badania mniejszości muzułmańskich w Xīnjiāng (Chiny, sierpień-wrzesień 2012) i Yala, Pattani, Narathiwat (południowa Tajlandia, wrzesień 2013) oraz mniejszości religijnych w Turcji (sierpień 2013, wrzesień 2015). 2016–2017 pobyt naukowy na Tajwanie; wykładowca Fu Jen University, Tamkang University w Tajpej (2017). Wykładowca Caucasus International University (2018) w Tbilisi (Gruzja), wykładowca (profesor wizytujący) Imam Khomeini International University (2019) w Kazwinie (Iran).

## Doświadczenie zawodowe

### Zaangażowanie w Kościele katolickim
Święcenia kapłańskie 18 maja 1991 (kard. Franciszek Macharski, katedra wawelska). Praca i pomoc duszpasterska: 1990–1991 (praktyka diakońska) Parafia św. Elżbiety Jaworzno-Szczakowa; 1991–1994 (wikary) Parafia Wniebowzięcia NMP w Oświęcimiu (Diecezja Bielsko-Żywiecka); 1994: inkardynacja do Archidiecezji Krakowskiej; 1995–1997 (miesiące letnie) Broc i Vuippens (Diocèse de Lausanne, Genève et Fribourg, Szwajcaria), 1997–1998 Latin Church of the Assumption Ataba, Muski, Kair (Apostolic Vicariate of Alexandria of Egypt, Egipt), 2002–2003 Franciscan Church Bab Toma, Damaszek (Apostolic Vicariate of Aleppo, Syria), od 2004 każdego roku diecezja Sankt Pölten (miesiące letnie) głównie Pfarrkirche Maria Himmelfahrt, Pöchlarn (Austria). Podczas pobytów naukowych doświadczenie wspólnot katolickich w Niemczech, Anglii, Polinezji Francuskiej, Nowej Zelandii, Turcji i na Tajwanie. 1994–2010 (okresy pobytu w kraju) pomoc w Parafii Matki Bożej Nieustającej Pomocy – Kraków. Mieszka na terenie parafii Wszystkich Świętych w Krakowie (od 1995) oraz parafii św. Mikołaja w Skrzydlnej (diecezja tarnowska, od 2010).

### Uniwersytet Jagielloński
Wykładowca od 2004 na Wydziale Stosunków Międzynarodowych i Studiów Politycznych: od 2005 prof. nadzwyczajny, od 2013 prof. zwyczajny; od 2011 kierownik Katedry Bliskiego Wschodu i Afryki Północnej, członek Wydziałowej Komisji ds. Kadry „A” (ds. konkursów profesorskich) oraz Komisji ds. Oceny Okresowej oraz komisji ds. finansów (2012–2016). Recenzent „Politeja” – czasopisma naukowego Wydziału Studiów Międzynarodowych i Politycznych Uniwersytetu Jagiellońskiego. W latach 2012–2016 dyrektor Instytutu Bliskiego i Dalekiego Wschodu; przyczynił się do powstania unikatowego w Polsce kierunku studiów – Studia Azjatyckie oraz nowych modułów: Indii i Azji Południowej, Korei, Współczesnego Izraela obok istniejących (Chiny, Japonia, świat arabski). Odbył kilkadziesiąt wizyt na uczelniach Bliskiego i Dalekiego Wschodu, intensyfikując międzynarodową wymianę naukowo-dydaktyczną. Zorganizował i współorganizował kilkanaście studenckich obozów naukowych do Syrii, Maroka, Tajlandii, Malezji, Kurdystanu, Indonezji, Kambodży, Wietnamu i Laosu.

### Papieska Akademia Teologiczna (od 2009 Uniwersytet Papieski Jana Pawła II) w latach 1994-2021
Od 1994 pracownik wydziałów: Teologicznego (WT), Filozoficznego, Historii i Dziedzictwa Kulturowego, Nauk Społecznych, (obecnie WT, katedra Eklezjologii od 2011). W latach 1994–1995 – sekretarz WT oraz sekretarz Rady WT PAT. Asystent w Instytucie Ekumenii i Dialogu (1995–1998), adiunkt na WT (1999–2001), adiunkt na Wydziale Historii Kościoła (2001–2005), prof. nadzwyczajny (2006–2009), prof. zwyczajny na Wydziale Historii i Dziedzictwa Kulturowego (2009–2011). W latach 2004–2011 kierownik studium doktoranckiego na Wydziale Historii i Dziedzictwa Kulturowego UPJPII i kierownik Katedry Historii Religii Bliskiego Wschodu i Dalekiego Wschodu. Członek Zarządu Centrum Dialogu w Oświęcimiu (1999–2001); członek zarządu Instytutu Dialogu Międzykulturowego im. J.P. II w Krakowie (2010–2014). Założyciel i redaktor naczelny czasopisma naukowego „Orientalia Christiana Cracoviensia” (2009–2012; po 2012 roku periodyk ten zmienił swój profil; założyciel i redaktor serii monografii, serii źródeł „Orientalia Christiana Cracoviensia – Monographie” i „Orientalia Christiana Cracoviensia – Fontes” (2010–2012). 2005–2011 organizował studenckie obozy naukowe do Syrii.

### Działalność ekspercka, informacyjna i społeczna
Występował w roli eksperta na międzynarodowych forach, m.in. na kongresie parlamentarzystów Unii Europejskiej w Wenecji (EPP Group), w Katarze (Doha International Center for Interfaith Dialogue), w Jordanii (Al-Rai Center for Studies, Jordan Europe Business Association), w Chińskiej Akademii Nauk, Malezji (Islamic Science University of Malaysia), Singapurze (10th International Conference on Language Literature, Culture and Education 2018) i Sewilli (World Congress on Middle Eastern Studies 2018). Wygłosił ok. 110 referatów naukowych w języku polskim, angielskim, francuskim i niemieckim w Polsce i wielu krajach świata. Udzielił kilkudziesięciu wywiadów.
W przedterminowych wyborach prezydenckich w 2010 poparł kandydaturę Jarosława Kaczyńskiego.

## Dorobek naukowy
Autor ok. 120 publikacji naukowych (stan na rok 2016) w języku polskim, angielskim, francuskim, niemieckim i arabskim, w tym 18 monografii.

### Współczesny islam i kraje muzułmańskie

#### Modernizacja islamu, demokratyzacja w krajach muzułmańskich
Analizuje modele modernizacji islamu w dynamicznym kontekście, procesy demokratyzacji w świecie islamu na przykładzie statusu mniejszości religijnych, elementy demokracji w świecie islamu, próby rozdziału religii od państwa w krajach muzułmańskich, różnice pomiędzy chrześcijańską a muzułmańską percepcją sekularyzacji oraz zakres jej praktycznego stosowania w krajach muzułmańskich.

#### Imigranci muzułmanie w Europie
Ukazał zróżnicowanie kulturowe, etniczne, mentalne muzułmanów-imigrantów w Polsce w latach 1989–2014. Usystematyzował perspektywy i problemy migracji muzułmanów do Europy.

#### Kondycja mniejszości muzułmańskiej w Indiach i Chinach
Przeanalizował konsekwencje nowej fazy muzułmańsko-hinduskiego konfliktu od powstania Bharatiya Janata Party. Przedstawił historię Apaka Hodży w szerokim kontekście historycznym i dyskusje wewnątrz muzułmańskiej wspólnoty Ujgurów w Chinach na jego temat.

#### Konsekwencje ekonomiczne „Wiosny Arabskiej”
Ukazał stan gospodarki Egiptu, Tunezji, Syrii i Libii w okresie tzw. „Wiosny Arabskiej” (2011–2013), zewnętrzne i wewnętrzne perspektywy zakończenia wojny domowej w Syrii, ideologiczne aspekty zaangażowania Rosji w syryjskiej wojnie domowej 2011-2017.

### Osiągnięcia z zakresu islamistyki

#### Zagadnienia teologiczno-prawne islamu
Autor kilku pionierskich w Polsce prac z zakresów: tradycji muzułmańskiej, koncepcji czasu i kalendarza muzułmańskiego, demonologii koranicznej, koncepcji al-Aʿrāf („czyśćca muzułmańskiego”). Twórca pierwszej w języku polskim tematycznej konkordancji do Koranu. Ukazał hermeneutykę Koranu w świecie islamu (rozumienie objawienia, typy egzegezy i kontrowersje wokół krytycznego badania Koranu), zasady i kryteria sunnickiej teologii muzułmańskiej oraz aspekty boskości człowieka według mistyka muzułmańskiego Farīda-ad-dīna ʿAṭṭāra Nīšāpūrīego (zm. 1221). Przeprowadził również badania z zakresu uniwersalistycznych roszczeń islamu, eschatologii muzułmańskiej, problemu niewolnictwa w islamie, statusu prawnego kobiety w islamie; przetłumaczył i skomentował kilkanaście hadisów.

#### Interpretacje dżihadu
Badał zasadnicze rysy koncepcji dżihadu w ujęciu źródeł sunnickich (Koran, sunna) i ich współczesne modyfikacje w świecie islamu. Zaproponował dynamiczne i krytyczne ujęcie dżihadu w aspektach historycznym, teologicznym i dialogu życia.

#### Historia islamu i świata muzułmańskiego
Autor dziejów Azji Środkowej od VI do XII w. oraz dziejów Afryki subsaharyjskiej w średniowieczu w ramach Wielkiej historii Świata. Redaktor publikacji o osiągnięciach i porażkach Abbasydów (750–1258), ukazał znaczenie historii w myśli muzułmańskiej, zrekonstruował opis grobu Mahometa w XVII w. na podstawie relacji Polaków uprowadzonych do Egiptu, przeanalizował wkład prof. Tadeusza Lewickiego (1906–1992) do islamistyki i studiów nad dziejami Zachodniej Afryki, znaczenie Apaka Hodży i jego mauzoleum w Kaszgarze jako elementy pamięci zbiorowej Ujgurów w okresie 1695-2015, przedstawił krytyczną interpretację bitwy pod Al-Qādisiyya (636/637?), ukazał nieudaną próbę utworzenia arabskiego królestwa Syrii śledząc przebieg wydarzeń od prób proklamowania Wielkiej Syrii do Syrii podzielonej pod mandatem francuskim (1915-1922).

### Orientalne chrześcijaństwo

#### Chrześcijaństwo arabskie przed Mahometem
Autor monografii na temat arabskiego chrześcijaństwa przed Mahometem, analizował chrześcijaństwo wśród nomadów na pograniczach Syrii i chrześcijańskie piśmiennictwo arabskie przed powstaniem islamu.

#### Historia kościołów melkickiego i maronickiego
Napisał oryginalną, opublikowaną w wydawnictwie Routledge historię kościoła melkickiego w okresie 634-969 oraz pionierską w Polsce historię chrześcijan kościoła melkickiego (katolickiego) od podboju muzułmańskiego Syrii (634) do podboju osmańskiego Bliskiego Wschodu (1516), ukazał konsekwencje IV krucjaty dla Kościoła melkickiego, wkład tego kościoła w kulturę arabską w średniowieczu oraz obecność melkitów w Azji Środkowej, czyli poza tradycyjną ich lokalizacją. Przedstawił rolę kulturotwórczą kościoła maronickiego na Bliskim Wschodzie jako łącznika Wschodu ze Zachodem. Przebadał na źródłach wkład maronitów w słynny Statut Organiczny Libanu (Règlement) z 1861 oraz 1864, sytuację maronitów do 1861 oraz zmiany statystyczne chrześcijan w Libanie i Syrii w XX w..

#### Koptowie, chrześcijaństwo współczesnego Egiptu i Turcji
Przeanalizował podstawy i przemiany tożsamości Koptów, pluralizm kościoła katolickiego w Egipcie, na który składa się kilka kościołów unickich, a także bogactwo zgromadzeń i zakonów. Ukazał problemy mniejszości chrześcijańskiej w Turcji, których przyczyną są m.in. przyjęte formy wdrażania laicyzacji.

#### Historia kondycji kościołów chrześcijańskich na ziemiach islamu
Ukazuje problemy chrześcijan na ziemiach islamu przed wyprawami krzyżowymi (ograniczenia i prześladowania w epoce Umajjadów i Abbasydów), przedstawił mozaikę kościołów przedchalcedońskich i ich dalsze dzieje w kontekście islamu, ukazał sinusoidę kondycji chrześcijan na ziemiach islamu, zburzenie bazyliki Grobu Pańskiego w Jerozolimie i prześladowania chrześcijan za panowania kalifa Al-Hakima (996–1021).

#### Reinterpretacje sporów dogmatycznych orientalnego chrześcijaństwa
Dokonał reinterpretacji kontrowersji mariologicznych w tradycji wschodnio-syriackiej („nestoriańskiej”) starożytnego Kościoła Wschodu.

### Islam a chrześcijaństwo

#### Komparatystyka źródeł religijnych islamu i chrześcijaństwa

##### Demonologia koraniczna
W monografii pt. Złe duchy w Biblii i Koranie ukazał sposób wykorzystania schematu demonologii biblijnej przez Mahometa. Odkrył nowe ogniwa w procesie przenikania idei demonologii biblijnej do Koranu – apokryficzną Ewangelię Bartłomieja 52–55. Wykazał tendencje monofizyckie w demonologii koranicznej oraz zasugerował, że niemal cała terminologia demonologii koranicznej przeszła przez środowisko etiopskie (język ge‘ez). Kolejne zapożyczenia w demonologii koranicznej z tradycji apokryficznych, tym razem z Testamentu Salomona, przedstawił m.in. na 22 kongresie L’Union Européene des Arabisants et Islamisants (UEAI) w 2004. W 2020 roku temat ten został pogłębiony i uzupełniony.

##### Interakcje sunny (tradycji muzułmańskiej) z chrześcijaństwem
Autor pracy Tradycja muzułmańska na tle akulturacji chrześcijańsko-islamskiej od VII do X wieku, która zdaniem prof. Janusza Daneckiego „po raz pierwszy w literaturze światowej dokonuje obszernej analizy zapożyczeń nowotestamentowych w hadisach”. Tematem tym zajął się również w innych publikacjach. Opublikował też badania dotyczące interakcji Koranu z przedislamskimi arabskimi wierzeniami politeistycznymi i chrześcijańskimi, ukazał chrześcijańskie wpływy na muzułmańską antropologię we wczesnym średniowieczu na przykładzie wybranych tradycji.

##### Elementy biblijne i wczesnochrześcijańskie w Koranie
Na nowo zinterpretował zakres staro- i nowotestamentowych zapożyczeń w Koranie, wysunął hipotezę o wpływach chrześcijańskich na niektóre muzułmańskie interpretacje al-Aʿrāf („czyśćca muzułmańskiego”) oraz wykazał elementy wczesnochrześcijańskie (patrystyczne) w Koranie.

#### Dialog muzułmańsko-katolicki w kontekście praw człowieka
Opowiada się przede wszystkim za dialogiem życia (w mniejszym stopniu za dogmatycznym). Zwraca uwagę na najbardziej istotne i praktyczne elementy tego dialogu, tzn. respektowania przez obie strony praw człowieka oraz zasad wzajemności i sprawiedliwości. Realność i owocność dialogu chrześcijańsko-muzułmańskiego upatruje w pełnej akceptacji tych praw. Wykazuje elementy praw człowieka w źródłach islamu, które winny być inspiracją do pełnej akceptacji Powszechnej Deklaracji Praw Człowieka przez muzułmanów. Wydobywa też z historii Libanu (1861–1945) przykład dialogu życia chrześcijan i muzułmanów różnych denominacji w jednym organizmie politycznym.

#### Historia relacji muzułmańsko-chrześcijańskich
Opublikował w Malezji badania na temat polskich doświadczeń w zakresie koegzystencji chrześcijan z wyznawcami islamu oraz w Jordanii tekst na temat wkładu jordańskich chrześcijan i polskich muzułmanów do ich środowisk życia. Przeanalizował źródła dotyczące okoliczności przejęcia bazyliki św. Jana Chrzciciela w Damaszku przez muzułmanów (obecnie meczet Umajjadów), dynamizm akulturacji muzułmańsko-chrześcijańskiej w pierwszych wiekach islamu na Bliskim Wschodzie, kulturę i religię na Bliskim Wschodzie w pierwszych wiekach islamu, polemiki muzułmańsko-chrześcijańskie, przebieg i konsekwencje muzułmańskiego najazdu na Rzym w 846, czynniki destrukcyjne chrześcijaństwa na ziemiach islamu przed wyprawami krzyżowymi, ambiwalencję kondycji chrześcijan na ziemiach islamu, zniszczenie bazyliki Grobu Pańskiego (1009). Odnalazł relację na temat Polaków uprowadzonych jako dzieci do Egiptu (w opisie franciszkanina Antoniego Gonzalesa z 1673), zinterpretował pochwałę krzyżowców ze strony muzułmanina Ibn Dżubajra (zm. 1217), który chwalił krzyżowców za dobre traktowanie muzułmanów. Ukazał znaczenie franciszkanów w Ziemi Świętej w epoce mameluckiej, naśladownictwo islamskiej ideologii dżihadu w „Tactica” cesarza Leona VI (886–912) w kontekście zmagań bizantyjsko-muzułmańskich od VII do X w., działalność misyjną kościołów protestanckich na terenie wschodnich prowincji Imperium Osmańskiego w I połowie XIX w., wpływy zachodnie na kształtowanie się ustroju Libanu w drugiej połowie XIX w.. Autor studium historyczno-porównawczego na temat sekularyzacji w ujęciu islamu i katolicyzmu oraz analiz porównawczych chrześcijaństwa i islamu.

### Historia i teologia religii, religioznawstwo
Autor serii podręczników z zakresu religioznawstwa pt. Religie współczesnego Bliskiego i Dalekiego Wschodu: tom pierwszy omawia złożony obraz zjawiska religii, tom drugi obszerny zarys hinduizmu. Autor podręcznika z zakresu katolickiej teologii religii oraz współautor dwóch podręczników z zakresu teologii fundamentalnej. Dokonał analizy porównawczej z zakresu idei męczeństwa w kilku religiach świata. Przedstawił kontakty starożytnych Egipcjan z kulturą nomadyczno-arabską oraz elementy demonologii staroegipskiej w wierzeniach arabskich. Ukazał perspektywy i problemy misji katolickich w Azji.

### Biblistyka
Publikacje z tego zakresu pochodzą przede wszystkim ze wczesnej aktywności naukowej; dotyczą głównie demonologii biblijnej. Autor monografii na temat zła osobowego w Biblii, egzegezy fragmentów Ewangelii Jana gdzie występuje określenie άρχων του̃ κόσμου τούτου („władca tego świata”). Badał powiązania terminologii demonologii biblijnej z innymi starożytnymi kulturami, polemizował z tezą o zapożyczeniu całej demonologii biblijnej z demonologii perskiej. Obok demonologii zajął się egzegezą Modlitwy Pańskiej i kilku innych fragmentów Nowego Testamentu w kontekście ich zapożyczeń w tradycji muzułmańskiej.

## Członkostwo w organizacjach naukowych
Członek L'Union Europeene des Arabisants st Islamisants (UEAI); członek Komisji Orientalistycznej PAN, w latach 2011–2014 zasiadał w Prezydium Komisji Orientalistycznej PAN; członek Towarzystwa Naukowego Australii, Nowej Zelandii i Oceanii; członek Stowarzyszenia Teologów Fundamentalnych w Polsce i Polskiego Towarzystwa Teologicznego (Sekcja Teologii i Sekcja Historii Kościoła).

## Odznaczenia i nagrody
Kilkakrotnie Nagroda I, II, III stopnia Rektora UJ oraz Rektora UPJPII; Medal KEN 2012.